# Марфіно

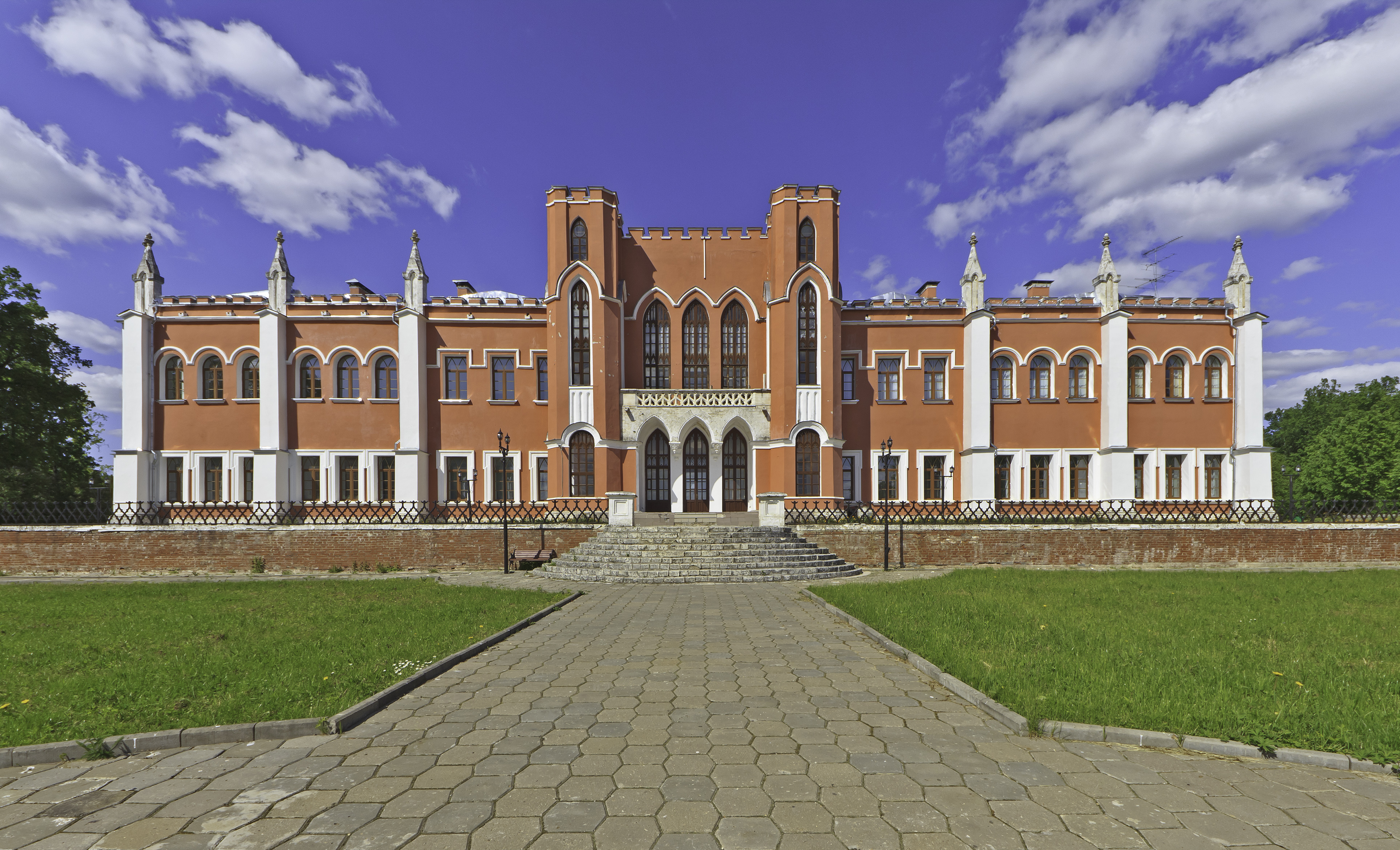
Садибний палац Паніних, неоготика, фасад на ставок і шлях.

Марфіно (рос. Марфино) — широко відома садиба доби романтизму в стилі неоготики, нині військовий санаторій і режимний об'єкт з обмеженими відвідинами (Московська обл., Митищинський район). Неодноразово використовувалась як майданчик для створення художніх кінострічок і музичних кліпів.

## Головні будівлі садиби
- Господський будинок (двоповерховий палац),
- Кінний двір,
- дві псарні,
- Візовня (каретний сарай),
- церква Різдва Богородиці (1701—1707 рр.)
- церква апостолів Петра і Павла (1770 рр.)
- пейзажний парк
- тераси саду бароко
- Фонтан зі скульптурами амурів
- панські ставки
- паркова пристань зі скульптурами грифонів
- 2 паркових павільйони
- декоративні мости, брами, сторожка в стилі псевдоготики

## Історія коротко

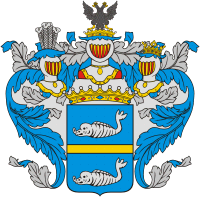
Герб графів Паніних, рід іде з 16 століття

Вперше згадана в документах за 1585 рік під назвами Марфіно, Щибрино також. Село належало Головіним, з 1650 року — Заборовському, потім Голіциним. З 1728 по 1813 рік це володіння Салтикових, В. Г. Орлов володів садибою до 1831 р. У 1831—1917 рр. — це маєток Паніних.
Слава садиби розпочалася в 18 столітті, коли на теренах старовинного маєтку створили ансамбль в стилі бароко. Лише парадна частина садиби мала чітку симетрію і симетричне розпланування. Регулярний парк був примітивно поділений на декілька прямокутних ділянок зі зміщенням від центральної осі праворуч. Розпланування не мало індивідуальної характеристики і не створювало художню якість на кшталт високохудожніх садів бароко в садибах Ярополець Чернишова, саду біля Італійського палацу в Петербурзі тощо.)Частково на асиметричне розпланування вплинули глибока балка в саду і відсутність значного садового архітектора. Лише зараз, коли розрослися дерева біля церков ліворуч, а парки вимушено отримали пейзажні риси, симетрія трохи збільшилась. Наявність нині декількох пагорбів, балок, ставків значно прикрашає ландшафт з парками, де серед рослин — липа, ялина, клен.
Колись барокова садиба з чіткою осьовою і симетричною побудовою зазнала руйнації під час війни з Наполеоном, а потім перебудови надали їй характер пізнього класицизму. Класицизм тоді швидко втрачав позиції привабливості. І нова володарка садиби (Софья Володимирівна Паніна) розпочала чергову перебудову. Проект в стилістиці романтизму створив архітектор Михайло Биковський в 1-й половині 19 століття.

## Перебудови в 19 столітті

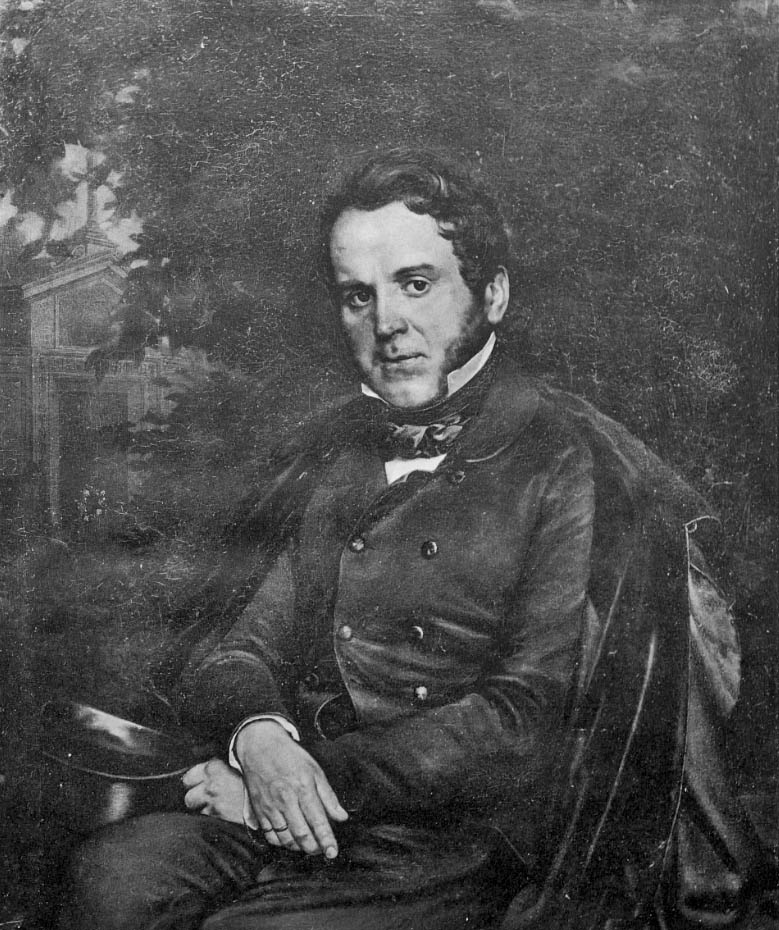
Портрет архітектора Михайла Биковського.1840 рр.

Паніни вважали себе спадкоємцями роду Паніні з Італії. Архітектор знав про це і перебудову реалізував у псевдоготичних формах. Так в Марфіно повсюди запанувала пам'ять про минуле, про історію, про готику, як натяк на древність роду Паніних. Осьова побудова була знищена, а замість неї зробили асиметричне розпланування з довгим бічним шляхом до парадного двору. Цей шлях і декорували псевдоготичними містками, готичними брамами, що вели до псевдоготичного за формами палацу. Будівельні роботи завершили до 1846 року. А готичні декорації садиби стали надзвичайно вдалою окрасою і пейзажного парку, і всього ансамблю, що набув неповторності, унікальності навіть серед неповторних сусідніх садиб.

## Два театри садиби
Садиба в 19 столітті мала 2 театри: перший, невеликий, дерев'яний — був побудований в саду, другий (просто неба)розмістили на природному амфітеатрі.
Садиба і пейзажний парк Марфіно не зазнали інших перебудов у 19 столітті і не були зруйновані, як тисячі інших, за СРСР. Зараз використовуються як санаторій для російських військових і є режимним об'єктом.